# Gian Carlo Riccardi

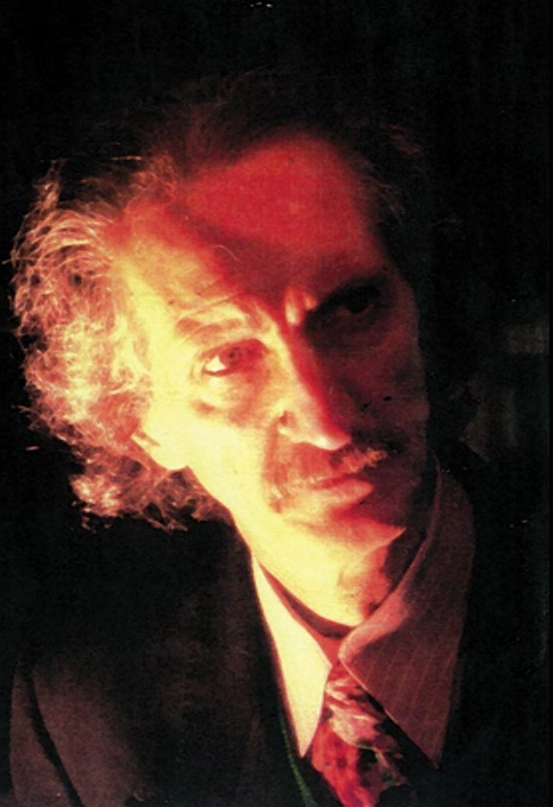
Gian Carlo Riccardi

Gian Carlo Riccardi (* 21. Oktober 1933 in Frosinone; † 7. Februar 2015 ebenda) war ein italienischer Künstler, Maler, Theaterregisseur, Bildhauer und Schriftsteller.

## Werdegang
1961 schloss Riccardi sein Studium der Szenografie an der Akademie der Schönen Künste in Rom (Via Ripetta) mit Auszeichnung ab. Nach einigen Jahren erwarb er ein Diplom in Theater- und Filmregie am Experimentalzentrum in Rom.

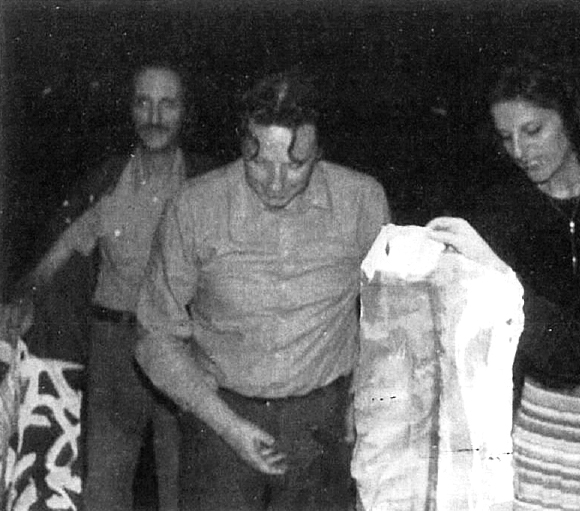
Künstler Gian Carlo Riccardi (links) und Kunstkritiker Enrico Crispolti (Mitte). Theateraufführung „Perché Lorca“ 1977, Teatro Spazio Uno, Rom.

Er wurde von dem Kunstkritiker Enrico Crispolti als „Multimediakünstler“ bezeichnet und hat mit Schriftstellern und Künstlern wie Achille Bonito Oliva, Alberto Moravia, Cesare Zavattini und Giuseppe Bonaviri zusammengearbeitet. Schriftsteller und Journalisten wie Angelo Maria Ripellino, Elio Pagliarani und André Pieyre de Mandiargues haben ebenfalls über ihn geschrieben.

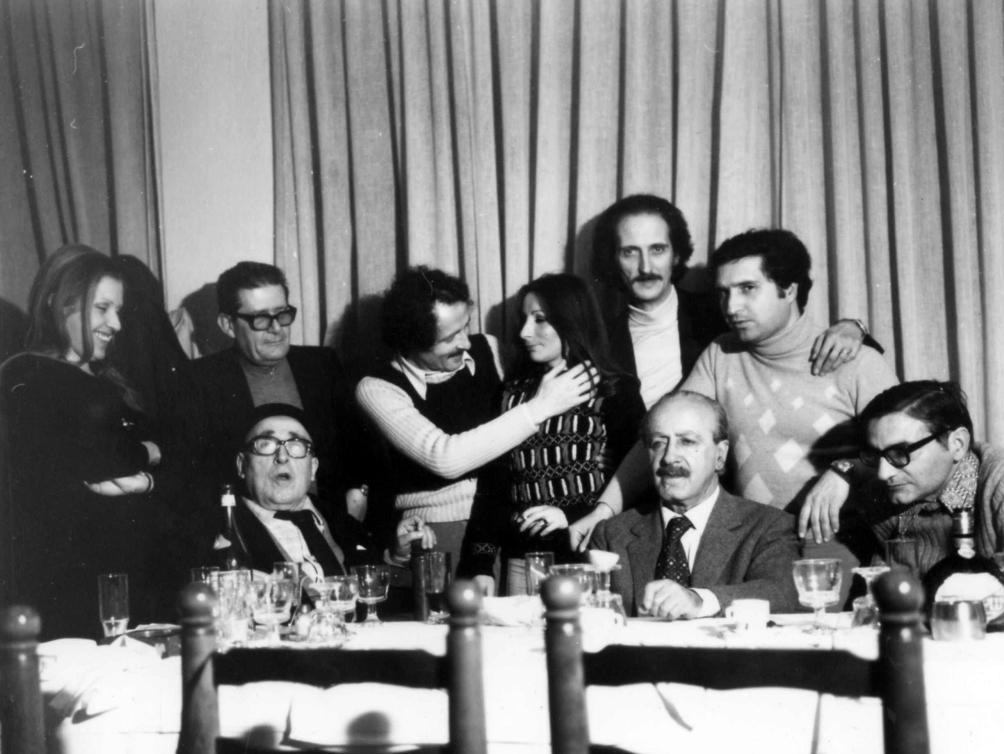
Gian Carlo Riccardi (rechts) mit Libero De Libero (unten) und Cesare Zavattini (links), 1977.

In den 1960er und 1970er Jahren arbeitete er als Bühnenbildner und Regisseur bei der RAI. Außerdem war er Herausgeber von satirischen Zeitschriften wie Il Travaso delle Idee, Marc'Aurelio, La Tribuna Illustrata, Simplicissimus und Il Borghese. Er war Teil der Avanguardia Teatrale Romana und arbeitete mit Pino Pascali, Carmelo Bene, Mario Ricci, Memè Perlini und anderen zusammen.
Diese Erfahrungen führten dazu, dass er 1961 in Frosinone die Gruppo Teatro Laboratorio Arti Visive und 1962 den Teatro Club eröffnete, wo er mit verschiedenen Schauspielern künstlerische Aufführungen und Theaterstücke inszenierte.
Die Shows und Performances des Regisseurs konzentrieren sich auf Gesten und das Bedürfnis, den Zustand des zeitgenössischen Menschen auszudrücken, der in der täglichen Routine und den Widersprüchen des Lebens gefangen ist. Theaterereignisse zielen auf eine Wiedergewinnung des öffentlichen Raums als Ort des aktiven Dialogs mit dem Zuschauer, der aktiv an der Gestaltung der Inszenierung mitwirkt.
Im Jahr 1997 gründete er das Teatro dell'Immagine. Das Theater von Gian Carlo Riccardi wird zum Konzerttheater.

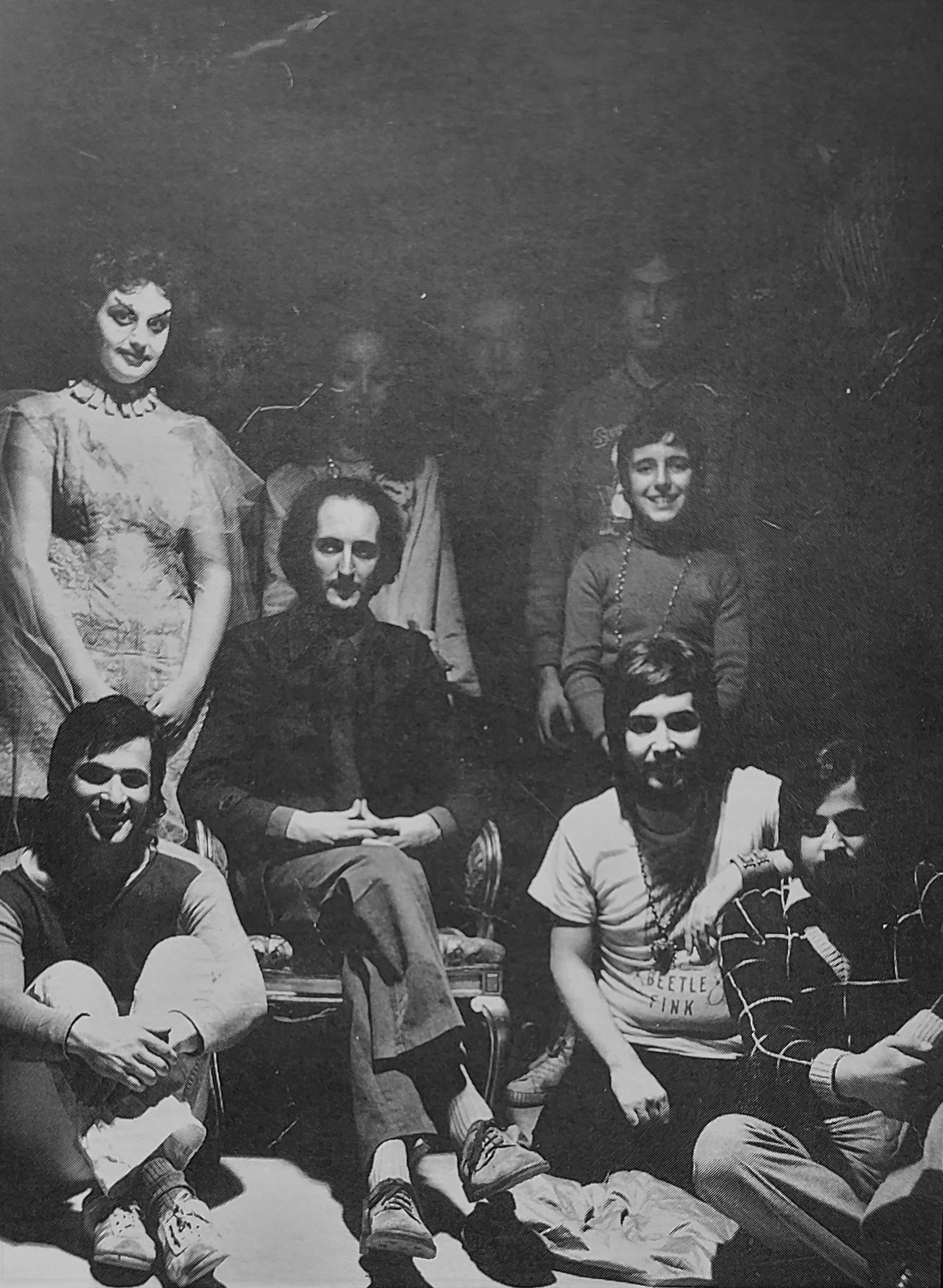
Gian Carlo Riccardi und die Schauspieler des Teatro Laboratorio Arti Visive, 1974.

Riccardis bildnerische Produktion behandelt verschiedene Themen wie das Groteske, das Doppelte, die Ironie, aber auch die Welt der Kindheit, durch Zeichnung, Karikatur und abstrakte Malerei. Letztere wird durch die Verwendung von Collagen und Ready-made realisiert. Seine Werke wurden auf Einzel- und Gruppenausstellungen in Italien und im Ausland ausgestellt, so im Palazzo delle Esposizioni in Rom (1968), auf der ArtExpo Review in Genf (1984), im Centre International D'art Contemporain in Paris (1988), in der Kodama Gallery in Osaka (1993) und in der Fundació Antoni Tàpies in Barcelona (1999).
Für seine Skulpturen verwendet Riccardi arme Materialien wie Plexiglas, Papier, Holz und Eisen.
Die seit den 1980er Jahren realisierten Rooms sind Installationen, die stets aus einfachen und wiederverwerteten Elementen (hauptsächlich Holz und Eisen) bestehen. Sie sind Beispiele für ortsspezifische Arbeiten, die einen Dialog mit dem umgebenden Raum und dem Betrachter aufbauen können. Sie werden mit nach abstrakten Mustern gefärbten Wänden, Holzfragmenten und Alltagsgegenständen realisiert.
Riccardi stellte seine Installationen 1991 im Europäischen Parlament, 1993 auf der XLV Kunstbiennale in Venedig und 1995 auf dem Festival dei Due Mondi in Spoleto aus.
Er schreibt Theaterdrehbücher, Prosa und poetische Texte. In letzteren tauchen verschiedene Themen auf (die bereits in der Malerei, dem Theater und der Bildhauerei behandelt wurden), die das Surreale, das Unwahrscheinliche, die Erinnerung und die Kindheit betreffen.
Er starb am 7. Februar 2015 in seiner Heimatstadt.